# Relación conformación-actividad
La relación conformación-actividad es la relación entre la actividad biológica y la estructura química o cambios conformacionales de una biomolécula. Esta terminología enfatiza la importancia de los cambios conformacionales dinámicos para la función biológica, más que la importancia de la estructura tridimensional estática usada en el análisis de las relaciones estructura-actividad.
Los cambios conformacionales suelen tener lugar durante la asociación intermolecular, como la interacción proteína-proteína o la unión proteína-ligando. Un compañero de unión cambia la conformación de una biomolécula (por ejemplo, una proteína) para habilitar o inhabilitar su actividad bioquímica.
Los métodos para el análisis de la relación de actividad de conformación varían desde in silico o usando métodos experimentales como cristalografía de rayos X y RMN donde la conformación antes y después de la actividad se puede comparar estáticamente o usando métodos dinámicos como resonancia de plasmón superficial multiparamétrico, Interferometría de polarización dual o dicroísmo circular donde se puede cuantificar la cinética y el grado de cambio conformacional.

## Técnicas experimentales

### Estático
Las técnicas experimentales estáticas incluyen cristalografía de rayos X y RMN.

### Dinámica
Las técnicas experimentales dinámicas incluyen resonancia de plasmón de superficie multiparamétrica, interferometría de polarización dual y dicroísmo circular.